# Donnersdorf
Donnersdorf ist eine Gemeinde im unterfränkischen Landkreis Schweinfurt in Bayern sowie Mitglied der Verwaltungsgemeinschaft Gerolzhofen.

## Geografie
Die Gemeinde liegt in der Planungsregion Main-Rhön.
Im Gemeindegebiet liegt der Zabelstein, mit 489 Metern die höchste Erhebung des nördlichen Steigerwalds. Der Hauptort selbst ist dagegen im Donnersdorfer Steigerwaldvorland verortet, das sich als flachwellige Ebene mit vielen Mulden präsentiert.

### Gemeindegliederung
Es gibt neun Gemeindeteile (in Klammern sind der Siedlungstyp und die Einwohnerzahlen angegeben):
- Donnersdorf (Kirchdorf, 962)
- Falkenstein (Kirchdorf, 69)
- Fallesmühle (Einöde)
- Kleinrheinfeld (Kirchdorf, 101)
- Mittelmühle (Einöde)
- Pusselsheim (Kirchdorf, 232)
- Riedmühle (Einöde)
- Traustadt (Pfarrdorf, 524)
- Tugendorf (Einöde, 6)

Die Einöden Kapellenhof und Waldhof zählen zum Gemeindeteil Traustadt.
Es gibt auf dem Gemeindegebiet die Gemarkungen Donnersdorf, Falkenstein, Kleinrheinfeld, Pusselsheim, Traustadt und Tugendorf.

### Nachbargemeinden
Nachbargemeinden sind (von Norden beginnend im Uhrzeigersinn): Theres, Wonfurt, Knetzgau, Michelau im Steigerwald, Dingolshausen, Sulzheim und Grettstadt.

## Geschichte

### Bis zur Gemeindegründung
Als Teil des Hochstiftes Würzburg gehörte Donnersdorf zum Fränkischen Reichskreis. Es wurde 1803 zugunsten Bayerns säkularisiert und fiel im Frieden von Preßburg 1805 an Erzherzog Ferdinand von Toskana zur Bildung des Großherzogtums Würzburg, mit dem es 1814 endgültig an Bayern zurückfiel. Im Zuge der Verwaltungsreformen in Bayern entstand mit dem Gemeindeedikt von 1818 die heutige Gemeinde.
Berühmtester Sohn des Dorfes war der Bildhauer Johann Halbig, Professor in München, unter anderem Schöpfer des Hafenlöwen von Lindau. Auch sein älterer Bruder Andreas, der u. a. in Würzburg, München und Wien arbeitete, war ein bekannter Bildhauer.
Der Ort Donnersdorf am Fuße des Zabelsteins, des nordwestlichen Eckpfeilers des Steigerwaldes, und auf halber Strecke zwischen Gerolzhofen und Haßfurt gelegen, kontrollierte, mit Mauern und Toren bewehrt, als frühmittelalterlicher Königshof und späterer Hochgerichtssitz im Alten Reich das gesamte Verkehrsaufkommen der Strecke Würzburg–Bamberg (über Volkach, Gerolzhofen und Haßfurt).
In einer Urkunde des Klosters Fulda von 779 wurde der Ort Damphesdorf (Damphahesdorf) erstmals erwähnt.
Althochdeutsch damph= Dampf, Dunst, Rauch; aha= Wasser, Flut, Fluss; Dorf= Hof, Landgut, Siedlung: Donnersdorf= Siedlung am dunstigen Wasser
Donnersdorf ist seit 1000 Sitz einer eigenen Pfarrei und eines Hochgerichts (13. Würzburgische Landcent) des Hochstifts Würzburg im Oberamt Zabelstein. Eine Stadtmauer mit drei Stadttoren, von denen zwei bewohnt waren, umgab den Ort.

### Eingemeindungen
Anno 1861 kam Tugendorf verwaltungsrechtlich zu Donnersdorf. Im Zuge der Gebietsreform in Bayern wurden am 1. Juli 1972 die Gemeinden Falkenstein und Pusselsheim und am 1. Mai 1978 wurde Traustadt (mit dem am 1. Juli 1972 eingegliederten Kleinrheinfeld) eingegliedert.

### Verwaltungsgemeinschaft
Seit dem 1. Mai 1978 gehört Donnersdorf zur Verwaltungsgemeinschaft Gerolzhofen.

### Einwohnerentwicklung
- 1961: 1617 Einwohner[7]
- 1970: 1638 Einwohner[7]
- 1987: 1699 Einwohner
- 1991: 1787 Einwohner
- 1995: 1840 Einwohner
- 2000: 1901 Einwohner
- 2005: 1933 Einwohner
- 2010: 1945 Einwohner
- 2015: 1946 Einwohner
- 2016: 1952 Einwohner
- 2018: 1945 Einwohner[8]

Im Zeitraum 1988 bis 2018 stieg die Einwohnerzahl von 1713 auf 1945 um 232 Einwohner bzw. um 13,5 %. 2013 hatte die Gemeinde 2000 Einwohner.
Quelle: BayLfStat

## Politik

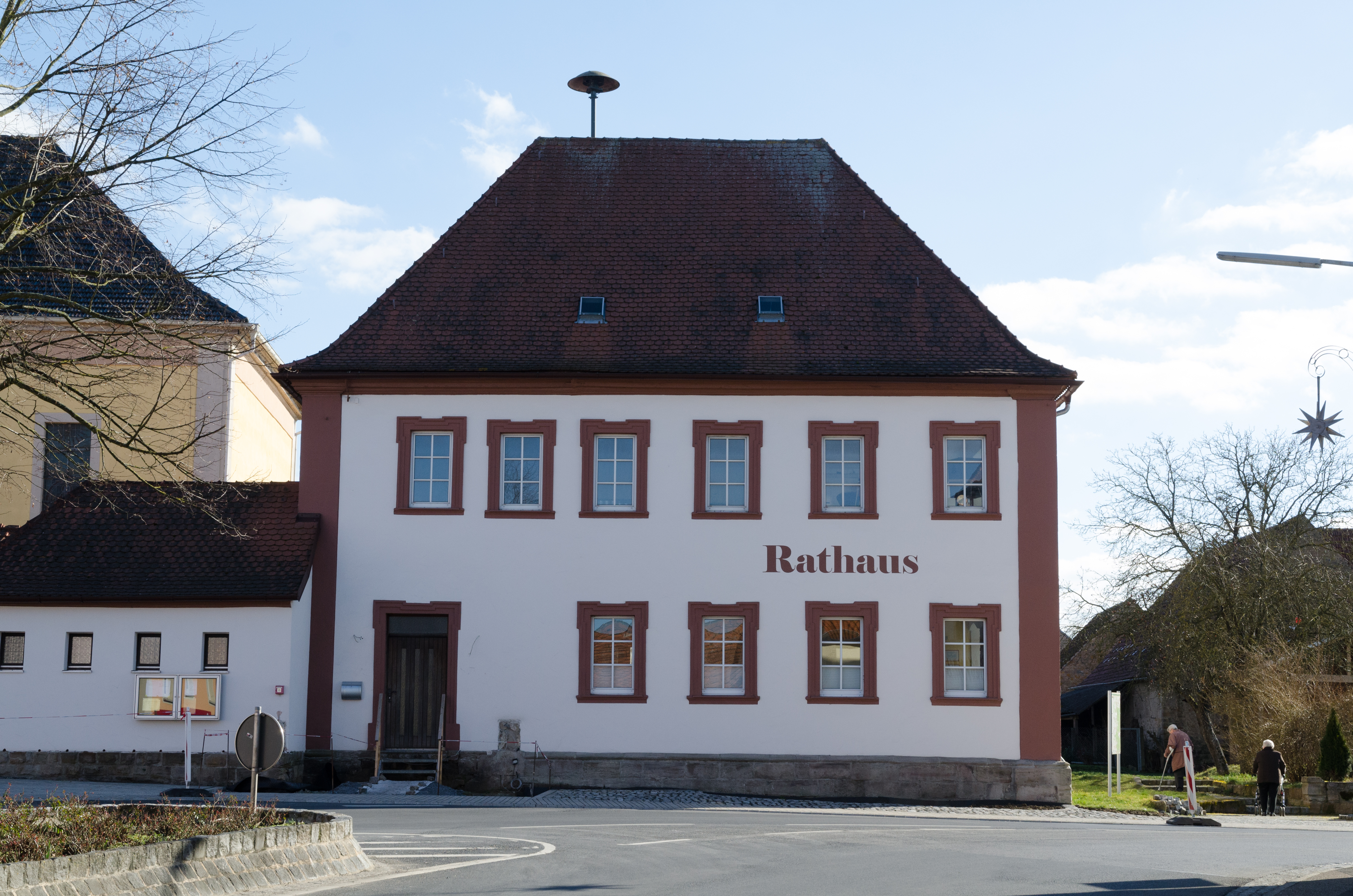
Rathaus in Donnersdorf, Kirchstraße 1

### Bürgermeister
Bürgermeister ist seit 1. Februar 2010 Klaus Schenk (CSU/Freie Wählerschaft); er wurde am 15. März 2020 mit 87,9 % der Stimmen für weitere sechs Jahre gewählt. Sein Vorgänger war von 1990 bis 2009 Gerhard Eck (CSU), der als Staatssekretär ins Bayerische Staatsministerium des Innern wechselte.

### Gemeinderat
Die Kommunalwahlen 2008, 2014 und 2020 führten zu den folgenden Sitzverteilungen:
|                                   | 2008  | 2014  | 2020 |
| --------------------------------- | ----- | ----- | ---- |
| CSU/Freie Wählerschaft            | 5     | 5     | 4    |
| SPD/Freie Bürger Donnersdorf      | 1     | 1     | 2    |
| Wählergemeinschaft Traustadt      | 4     | 3     | 2    |
| Wählergemeinschaft Pusselsheim    | 1     | 2     | 2    |
| Wählergemeinschaft Kleinrheinfeld | 1     | 1     | 1    |
| Bürgerforum Traustadt             | n. a. | n. a. | 1    |
| Gesamt                            | 12    | 12    | 12   |

### Wappen
| Wappen von Donnersdorf | Blasonierung: „In Rot über einem aus einer silbernen Zinnenmauer wachsenden goldenen Bischofsstab eine silberne Balkenwaage.“ |
| Wappen von Donnersdorf | |

## Kultur und Sehenswürdigkeiten

### Bauwerke
- Pfarrkirche St. Johannes Baptistae mit teilweise erhaltenem Befestigungsring und Wassergraben umschlossen
- Barockes Rathaus von 1740
- Rokokokreuzweg auf dem Friedhof
- Mariensäule aus dem Jahr 1871

### Naturdenkmäler
- Das Gründleinsloch, eine Quelle im Felsspalt

## Wirtschaft und Infrastruktur

### Wirtschaft einschließlich Land- und Forstwirtschaft
2017 gab es in der Gemeinde 584 sozialversicherungspflichtige Arbeitsplätze. Von der Wohnbevölkerung standen 915 Personen in einem versicherungspflichtigen Beschäftigungsverhältnis. Damit war die Zahl der Auspendler um 331 Personen größer als die der Einpendler. 18 Einwohner waren arbeitslos. 2016 gab es 41 landwirtschaftliche Betriebe.

### Bildung
Es gibt folgende Einrichtungen (Stand: 2018):
- zwei Kindertageseinrichtungen mit 120 Plätzen und 91 Kindern
- eine Grundschule mit 11 Lehrern, 9 Klassen und 202 Schülern (in Traustadt)

## Persönlichkeiten

### Söhne und Töchter
- Andreas Halbig (1807–1869), deutscher Bildhauer
- Johann Halbig (1814–1882), deutscher Bildhauer
- Hans Hahl (1906–1984), im Ortsteil Traustadt geborener Wirtschaftsfunktionär

### Sonstige bekannte Personen
- Gerhard Eck (* 1960), MdL, Staatssekretär im Bayerischen Staatsministerium des Innern und Bürgermeister von 1990 bis 2009
- Bernhard Grzimek (1909–1987), Pionier des weltweiten Naturschutzes, hatte in der Mittelmühle bei Donnersdorf seinen Altersruhesitz[10]